# نهائي كأس الرابطة الفرنسية 2019
نهائي كأس الرابطة الفرنسية 2019 هي المباراة النهائية من منافسة كأس الرابطة الفرنسية 2018–19، أقيمت المباراة في 30 مارس 2019، في ملعب بيار موروا، بين فريقي نادي ستراسبورغ، ونادي غانغون، وفاز فيها نادي ستراسبورغ، بعد أن هزم نادي غانغون، بنتيجة 0 - 0، وكان حكم المباراة بينوا ميلوت، وحضر المباراة 49161 شخصاً.

## تفاصيل المباراة
لعبت المباراة النهائية في 30 مارس 2019.
| نادي ستراسبورغ | 0 -0 | نادي غانغون |
| -------------- | ---- | ----------- |
|                |      |             |